# NGC 2331
NGC 2331 (другое обозначение — OCL 475) — рассеянное скопление в созвездии Близнецов. Открыто Уильямом Гершелем в 1785 году. По данным Джона Дрейера, составившего Новый общий каталог, первооткрывателем был Джон Флемстид, хотя в записях последнего никаких сведений о наблюдении этого скопления нет. Скопление располагается в 1,33 килопарсеках от Земли и в 490 парсеках от остатка сверхновой S147, причём оно находится ровно в направлении наибольшего расширения оболочки S147.
Этот объект входит в число перечисленных в оригинальной редакции «Нового общего каталога».